# Honda CG125
A HondaCG125 egy motorkerékpártípus.

## Történelem
A Honda CG modellcsaládot 1976 óta gyártják. Az eredeti változatot több, mint harminc éve tervezték, azóta többször is korszerűsítették. Jelenleg sokféle változatban készül, de Európában csak egyféle változatot árultak. 

A különböző változatok nem csak a motorok lökettérfogatában térnek el egymástól, hanem a kialakításukban is.

A CG 125 az Európába szánt változat, ez a típus elöl tárcsafékkel rendelkezik és 1 utas szállítására alkalmas.

Rendkívül megbízható és kis fogyasztású motor, ideális kezdőknek és városi közlekedéshez.

A motor népszerűsége az egyszerűségében és megbízhatóságában rejlik. Egyhengeres, négyütemű, karburátoros, léghűtéses motorja nem nevezhető modernnek, ellenben kiforrottsága miatt nagyon megbízható.
A modell nagyméretű, 18 colos kerékkel rendelkezik, melyre tömlős gumiabroncsot szerelnek.

2009-ben a megszüntették az európai forgalmazását, utódja az elektromos befecskendezésű Honda CBF125 modell.

## Technikai adatok
Motor:
Löket térfogat: 124 cm3

Furat x löket: 56,5 x 49,5 mm

Teljesítmény: 8,1 kW (10,8 lóerő) 9000-es fordulaton

Forgatónyomaték: 9,8 Nm 7000-es fordulaton

Ütemek száma: 4

Szelepek száma: 2

Hűtés: levegő

Kompresszió viszony: 9,5:1

Szelephézag (szívó és kipufogó): 0,08 mm
Sebesség és gyorsulás
Végsebesség: 105 km/h

Teljesítmény/súly arány: 0,08 lóerő/kg
Gyújtás
Indítás: elektromos önindító

Gyújtás: CDI

Gyújtógyertya: NGK DPR8EA-9 vagy DENSO X24EPR-U9

Gyertyahézag: 0,8-0,9 mm

Alapjárati fordulatszám: 1300±100 fordulat/perc

Keverékképzés: 22 mm-es karburátor

Üzemanyag kontroll: OHV
Méretek:
Hosszúság: 2035 mm

Szélesség: 740 mm

Magasság: 1060 mm

Tengelytáv: 1295 mm

Szabadmagasság: 175 mm
Tömeg:
Üzemanyagtank: 13,5 literes ejtőtank, benzincsappal (2 liter tartalék)

Száraz tömeg: 114 kg

Menetkész tömeg: 126 kg

Tömeg arány: elöl 55,4 kg / hátul: 70,6 kg (44% / 56%)

Motorolaj mennyisége: 0,9 cserénél; 1,1 liter szétszerelésnél

Motorolaj típusa: SE, SF, SG API (vagy jobb)

Hatótáv: ~580 km
Váz és futómű:
Elöl: Ø 27 mm teleszkópvilla, 115 mm rugóút

Hátul: kettős rugóstag, 5 fokozatban állítható előfeszítés, 80 mm rugóút

Gumiméret elöl: 2,75-18 42P (belsős)

Gumiméret: 90/90-18 57P (belsős)

Kerék: 18 colos, küllős

Nyomás elöl: 175 kPa

Nyomás hátul: 200 kPa (225 kPa utassal)
Fékek:
Elöl: 1 dugattyús, 240 mm-es, hidraulikus tárcsafék

Hátul: 130 mm-es dobfék
Váltó:
Sebességek száma: 5

Szekunder hajtás: O-gyűrűs lánc

Lánc: DID428-120
Erőátvitel:
Primer áttétel: 3.333

Áttételek:

1. 2,769

2. 1,722

3. 1,272

4. 1,041

5. 0,0884

Végáttétel: 3,214
Elektromos rendszer:
Akkumulátor: 12 V - 4 Ah (YTX5L-BS [bármely gyártó] )

Generátor: 0.155 kW/5000 fordulat

Fényszóró: BA20d 35/35 W

Hátsó lámpa: BA15d 21/5 W

Irányjelzők: 16 W X 4 db

Műszervilágítás: 2 W X 2 db

Üres fokozat visszajelző: 3 W

Irányjelző-visszajelző: 3 W

Távfény-visszajelző: 3 W

Helyzetjelző: 4 W

Rendszámtábla: R5 W

Főbiztosíték: 20 A

Egyéb biztosítékok: 5 A, 10 A

## Lásd még
- Honda járművek listája

## Külső hivatkozások
- https://en.wikipedia.org/wiki/Honda_CG125
- https://web.archive.org/web/20090506110542/http://hondacg125.awardspace.com/